# آلن کینگ (بازیکن فوتبال)
آلن کینگ (انگلیسی: Alan King؛ زادهٔ ۱۸ ژانویهٔ ۱۹۴۵) بازیکن فوتبال اهل بریتانیا است.
از باشگاه‌هایی که در آن بازی کرده‌است می‌توان به باشگاه فوتبال ترانمره راورز و باشگاه فوتبال مارین اشاره کرد.